# Bob Foster
Bob Foster est un boxeur américain né le 15 décembre 1938 à Borger (Texas) et mort le 21 novembre 2015 à Albuquerque (Nouveau-Mexique).

## Carrière
Il devient champion du monde des poids mi-lourds WBA et WBC le 24 mai 1968 en battant par KO à la 4e reprise Dick Tiger.
Destitué par la WBA après sa défaite en championnat du monde des poids lourds contre Joe Frazier le 18 novembre 1970, il conserve 3 fois sa ceinture WBC et réunifie à nouveau le titre des mi-lourds le 7 avril 1972 en stoppant au 2d round Vicente Rondon.
Malgré une défaite contre Mohamed Ali en poids lourds, Foster parvient à préserver ses deux ceintures 5 fois avant d'annoncer en septembre 1974 sa retraite.

## Distinctions
- Foster - Finnegan est élu combat de l’année en 1972 par Ring Magazine.
- Bob Foster est membre de l'International Boxing Hall of Fame dès sa création en 1990.